# خنکوک
خنکوک روستایی در دهستان نیمبلوک بخش نیمبلوک شهرستان قائنات استان خراسان جنوبی ایران است. بر پایه سرشماری عمومی نفوس و مسکن در سال ۱۳۹۰ جمعیت این روستا ۲۴ نفر (در ۱۰ خانوار) بوده‌است.